# Mamolar
Mamolar es una localidad y un municipio  situados en la provincia de Burgos, comunidad autónoma de Castilla y León (España), comarca de Sierra de la Demanda, partido judicial de Salas de los Infantes, cabecera del ayuntamiento de su nombre.

## Geografía

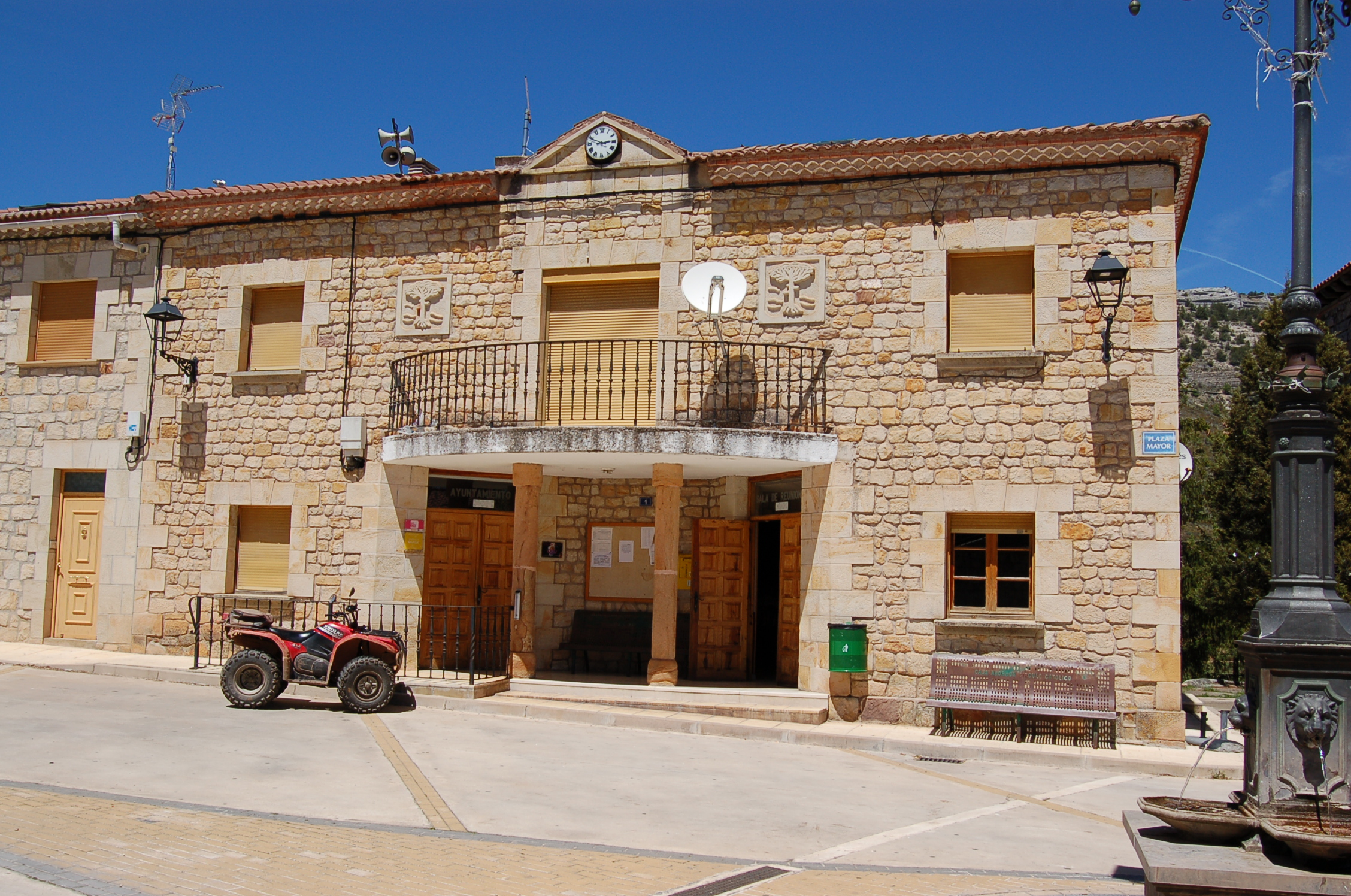
Casa consistorial.

Dista 71 km de Burgos, capital de su provincia. El término es montuoso, como corresponde a un municipio de la comarca de la Sierra de la Demanda. 
Localidad situada en la Ruta de la Lana y en el Camino del Cid, ruta del Destierro del Cid, y Camino Castellano-Aragonés.
El río Lobos nace en la zona de la Majada Buena de Mamolar, al suroeste del término municipal de Mamolar. 
Desde 2019, Mamolar cuenta con el sendero "Fuentes del Río Lobos" (PR-BU 223), de 50 km, que recorre toda la cuenca alta del río Lobos. 
La asociación cultural edita la revista Peñáguila.
Evolución demográfica: 
- Vecinos (referido a familias): 56 (1770)

## Economía
Este pueblo se dedica a la explotación forestal y la ganadería, principalmente. Cuenta con potencialidades turísticas: 
- el Camino de Santiago de Soria, también llamado Castellano-Aragonés, pasa por la localidad.
- el Camino de Santiago de la Lana.
- el Camino de Santiago de Sagunto.

Es decir, un total de tres caminos jacobeos se enlazan en Mamolar.
Además, cuenta con una arquitectura tradicional bastante bien conservada.
Desde 2013, el Ayuntamiento de Mamolar, con otros cinco de la comarca, creó el Coto Micológico Pinares Sur de Burgos.

## Historia

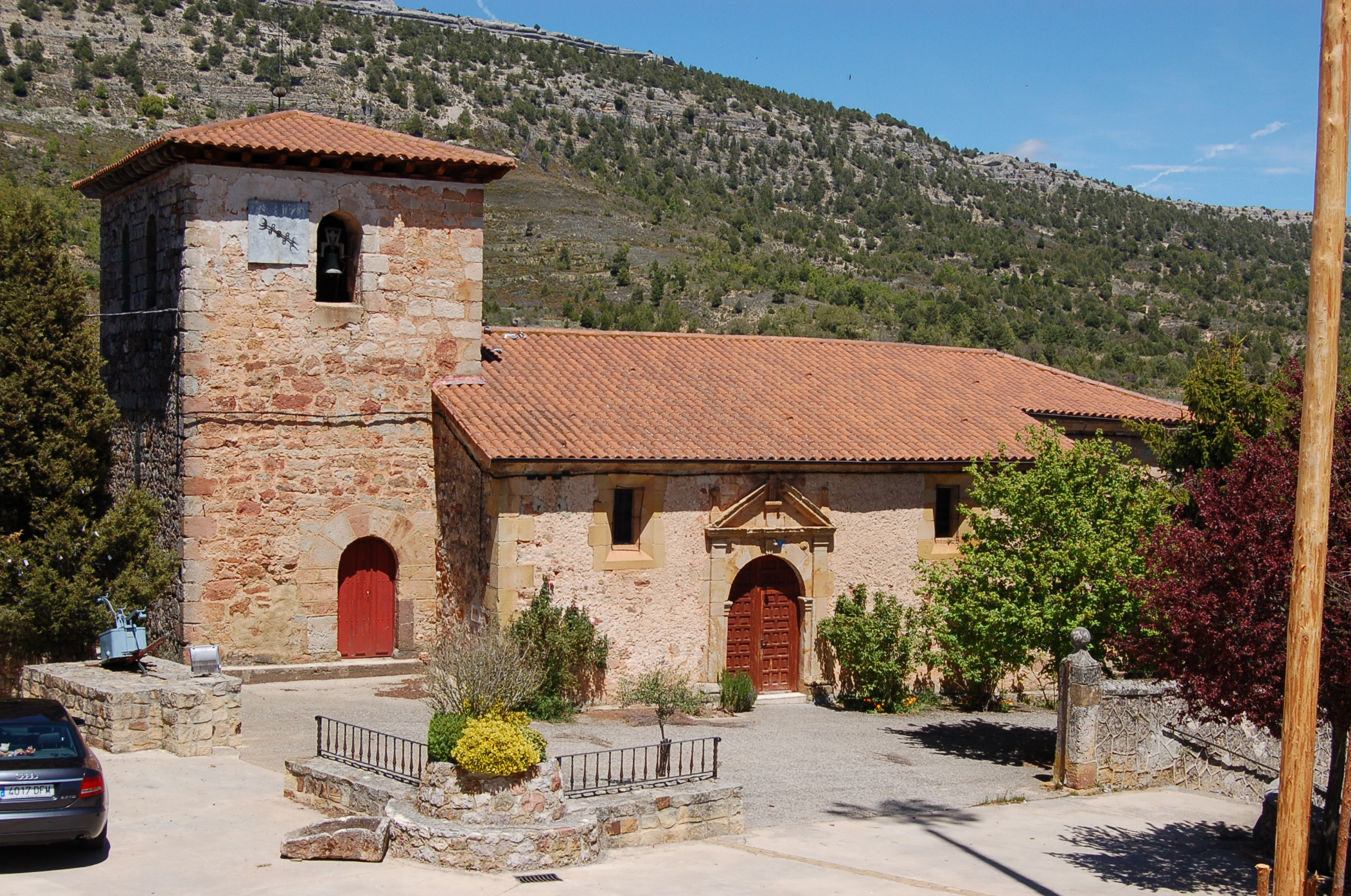
Iglesia.

Muy cerca de Mamolar tuvieron que pasar Almanzor y su ejército a finales del siglo X cuando el caudillo sarraceno se disponía a atacar San Millán de la Cogolla partiendo de Clunia. Mientras existió la carretería, la localidad se dedicó a la fabricación de carretas.
Está documentado que un vecino de la localidad, Sebastián de la Peña, trató la madera para un retablo (costó hacerlo en blanco 24 000 maravedíes). 
La localidad es el solar del apellido Mamolar, extendido por la comarca de la Sierra de la Demanda, varias comunidades autónomas españolas y países europeos.

## Demografía
Mamolar cuenta con una población de 28 habitantes (INE 2024).
| Gráfica de evolución demográfica de Mamolar entre 1842 y 2021                                                         |
| |
| Población de derecho según los censos de población del INE. Población de hecho según los censos de población del INE. |

## Fiestas y costumbres
El sábado más próximo al 1 de mayo se celebra la Pingada del Mayo al modo tradicional, el alguacil, con su trompeta, recorre el pueblo dando el bando: 
..por orden de la autoridad: que acudan todas las personas a la costumbre del mayo.
El 13 de agosto se celebra las fiestas patronales de Santa Céntola.

## Personalidades
Personalidades naturales de Mamolar:
- P. Francisco Mozo, agustino. Profesó en Valladolid en 1920 y en 1927 fue destinado a Filipinas, donde recibió la ordenación sacerdotal. Le envió la obediencia agustina a la Pampanga (Filipinas).
- Salvador Mozo Peña, escritor. Autor de El árbol y su fiesta (1927).[3]